# Eurychaeta palpalis
Eurychaeta palpalis är en tvåvingeart som först beskrevs av Robineau-desvoidy 1830.  Eurychaeta palpalis ingår i släktet Eurychaeta och familjen spyflugor. Arten är reproducerande i Sverige. Inga underarter finns listade i Catalogue of Life.